# Engente
Engente település Franciaországban, Aube megyében. Lakosainak száma 28 fő (2022. január 1.). Engente Arrentières, Colombé-la-Fosse, Fresnay és Maisons-lès-Soulaines községekkel határos.

## Népesség
A település népessége az elmúlt években az alábbi módon változott:
| Lakosok száma | 51   | 59   | 61   | 45   | 41   | 39   | 36   | 33   | 33   | 28   |
|               | 1968 | 1982 | 1990 | 2006 | 2013 | 2015 | 2017 | 2019 | 2020 | 2022 |